# Ctenomys magellanicus magellanicus
Ctenomys magellanicus magellanicus es la subespecie tipo yuna de las que se encuentra dividido la especie de roedor denominada comúnmente tucotuco de Magallanes (Ctenomys magellanicus), integrante del género Ctenomys. Habita en el extremo austral del Cono Sur de Sudamérica.

## Taxonomía
Este taxón fue descrito originalmente en el año 1836 por el médico, zoólogo y escritor inglés Edward Turner Bennett.
La localidad tipo es: “Port Gregory (=bahía San Gregorio), en el lado norte del Estrecho de Magallanes a nivel del mar, en las coordenadas: 52°25′S 69°45′W”.

## Distribución y hábitat
Esta subespecie se distribuye en las provincias de Última Esperanza y Magallanes, en el sur de Chile y en la Argentina.
Habita en la estepa patagónica fría, dominada por gramíneas (Festuca, Hordeum, Poa), a escasa altitud, desde el nivel marino hasta no superar los 150 m s. n. m. Su dieta se compone muy especialmente de raíces de gramíneas.
El pastoreo del ganado ovino lo afecta particularmente. Por esta razón, el comité chileno que definió su categoría de conservación, según el “Reglamento de Clasificación de Especies Silvestres” (RCE), lo categorizó como taxón: “Vulnerable”.